# Nerv labial anterior

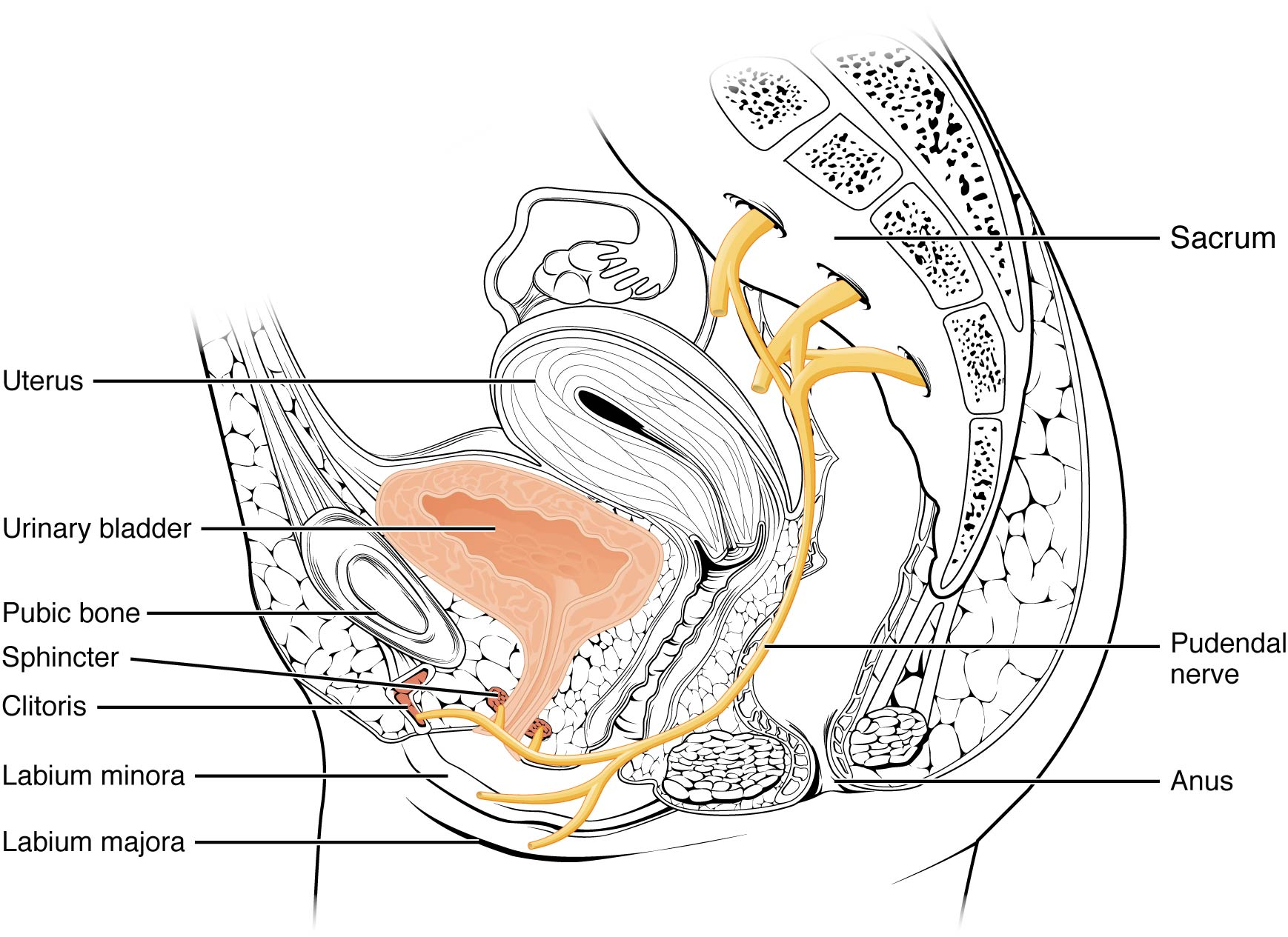
Inervația pelvisului feminin

Nerv labial anterior este o ramură a nervului ilioinguinal care inervează și asigură recepția tactilă a pielii de pe suprafața anterioară a labiilor mari și mici ale vulvei.
Nervul labial anterior este omolog cu nervul scrotal anterior la bărbați.